# Snooker Shoot-Out 2021
Das BetVictor Snooker Shoot-Out 2021 war ein Snookerturnier der World Snooker Tour der Saison 2020/21, das vom 4. bis 7. Februar ausgetragen wurde. Nachdem das Turnier mit den besonderen Spielregeln viermal in Folge als Ranglistenturnier in Watford ausgetragen worden war, musste es in diesem Jahr nach Milton Keynes verlegt werden. Grund war die COVID-19-Pandemie. Die dortige Marshall Arena ermöglichte die Umsetzung aller notwendigen Hygienemaßnahmen und alle vorhergehenden Turniere der Saison hatten dort stattgefunden.
Wie im Vorjahr war das Turnier auch Teil der „European Series“. Noch einmal 150.000 £ zusätzlich gibt es für denjenigen Spieler, der bei den sechs Turnieren des Sponsors BetVictor am besten abschneidet. Nach der Championship League dem European Masters und dem German Masters war es das vierte Turnier der Serie.
Titelverteidiger war der Engländer Michael Holt, der bereits in der zweiten Runde gegen Matthew Stevens ausschied. Sieger wurde der Waliser Ryan Day. Er gewann das Finale mit 67:24 gegen Mark Selby, der bei einem Erfolg mit 12 Siegen in Folge bei 12 Finalteilnahmen bei einem Ranglistenturnier alleiniger Rekordhalter in dieser „Disziplin“ geworden wäre. So teilt er sich diesen Rekord weiterhin mit Stephen Hendry.
Das höchste Break erzielte Mark Allen, dem mit 142 das höchste bis dahin beim Shoot-Out gespielte Century gelang. Ein negativer Rekord war das 9:7 in Runde 1 von Hamim Hussain gegen Peter Lines: Noch nie ging ein Shoot-Out-Frame mit so wenig Punkten zu Ende.

## Preisgeld
Die Summe der Preisgelder blieb gegenüber 2020 unverändert.
|                 | Preisgeld |
| --------------- | --------- |
| Sieger          | 50.000 £  |
| Finalist        | 20.000 £  |
| Halbfinalist    | 8.000 £   |
| Viertelfinalist | 4.000 £   |
| Achtelfinalist  | 2.000 £   |
| Letzte 32       | 1.000 £   |
| Letzte 64       | 500 £     |
| Letzte 128      | 250 £ a   |
| Höchstes Break  | 5.000 £   |
| Insgesamt       | 171.000 £ |

## Spielplan
Shoot-Out-Snooker wird nach besonderen Regeln gespielt, so dauert eine Partie maximal 10 Minuten, wobei in der ersten Hälfte jeder Spieler 15 Sekunden, in der zweiten Hälfte 10 Sekunden für die Ausführung eines Stoßes hat.
Die Partien der ersten Runde wurden am 15. Januar bekanntgegeben. Anders als bei den meisten Snookerturnieren wird beim Snooker Shoot-Out jede Runde neu ausgelost.
Ursprünglich waren 12 Amateure eingeladen worden, um frei gebliebene Plätze aufzufüllen; nach zahlreichen Absagen in den Tagen vor dem Start stieg ihre Zahl auf 28.

### 1. Runde
Die Spiele der 1. Runde fanden am Donnerstag und am Freitag in vier Sessions statt.
| Spiel | Spieler 1               | Ergebnis  | Spieler 2                  |
| ----- | ----------------------- | --------- | -------------------------- |
| 1     | (112) Lee Walker        | 3818:3818 | Ashley Carty (86)          |
| 2     | (3) John Higgins        | 616:616   | Scott Donaldson (18)       |
| 3     | (A) Joshua Thomond      | 4136:4136 | Barry Pinches (76)         |
| 4     | (A) Rebecca Kenna       | 3615:3615 | Simon Lichtenberg (94)     |
| 5     | (97) Billy Joe Castle   | 4131:4131 | Mark Selby (1)             |
| 6     | (88) Ken Doherty        | 1560:1560 | Jamie Curtis-Barrett (A)   |
| 7     | (9) Jack Lisowski       | 2514:2514 | Peter Devlin (101)         |
| 8     | (A) John J. Astley      | 563:563   | Reanne Evans (A)           |
| 9     | (103) Steven Hallworth  | 4234:4234 | Declan Lavery (A)          |
| 10    | (50) Stuart Carrington  | 430:430   | Connor Benzey (A)          |
| 11    | (43) Martin O’Donnell   | 3441:3441 | Ben Woollaston (30)        |
| 12    | (24) Liang Wenbo        | 3273:3273 | Gao Yang (92)              |
| 13    | (A) Brian Ochoiski      | 720:720   | Eden Sharav (65)           |
| 14    | (69) Jak Jones          | 4211:4211 | Ben Hancorn (110)          |
| 15    | (A) Ian Martin          | 1659:1659 | Robbie McGuigan (A)        |
| 16    | (A) Dean Young          | 3226:3226 | Riley Parsons (107)        |
| 17    | (A) Sean Harvey         | 1954:1954 | Jamie Clarke (79)          |
| 18    | (41) Ryan Day           | 078:078   | Matthew Selt (20)          |
| 19    | (61) Nigel Bond         | 3031:3031 | Soheil Vahedi (87)         |
| 20    | (105) Aaron Hill        | 691:691   | Andy Hicks (75)            |
| 21    | (57) Luo Honghao        | 6313:6313 | Alexander Ursenbacher (56) |
| 22    | (32) Luca Brecel        | 6510:6510 | Shaun Murphy (4)           |
| 23    | (109) Farakh Ajaib      | 5239:5239 | Hossein Vafaei (28)        |
| 24    | (115) Iulian Boiko      | 961:961   | Jordan Brown (81)          |
| 25    | (55) Chris Wakelin      | 2241:2241 | Oliver Brown (A)           |
| 26    | (11) Thepchaiya Un-Nooh | 2296:2296 | Brandon Sargeant (93)      |
| 27    | (A) Paul Davies         | 5837:5837 | Mark Williams (10)         |
| 28    | (54) David Grace        | 1034:1034 | Hayden Staniland (A)       |
| 29    | (13) Joe Perry          | 1843:1843 | Paul Davison (A)           |
| 30    | (38) Joe O’Connor       | 5127:5127 | Leo Fernandez (A)          |
| 31    | (42) Elliot Slessor     | 1462:1462 | Daniel Wells (58)          |
| 32    | (89) David Lilley       | 6443:6443 | Lü Haotian (34)            |

| Spiel | Spieler 1               | Ergebnis  | Spieler 2                  |
| ----- | ----------------------- | --------- | -------------------------- |
| 1     | (112) Lee Walker        | 3818:3818 | Ashley Carty (86)          |
| 2     | (3) John Higgins        | 616:616   | Scott Donaldson (18)       |
| 3     | (A) Joshua Thomond      | 4136:4136 | Barry Pinches (76)         |
| 4     | (A) Rebecca Kenna       | 3615:3615 | Simon Lichtenberg (94)     |
| 5     | (97) Billy Joe Castle   | 4131:4131 | Mark Selby (1)             |
| 6     | (88) Ken Doherty        | 1560:1560 | Jamie Curtis-Barrett (A)   |
| 7     | (9) Jack Lisowski       | 2514:2514 | Peter Devlin (101)         |
| 8     | (A) John J. Astley      | 563:563   | Reanne Evans (A)           |
| 9     | (103) Steven Hallworth  | 4234:4234 | Declan Lavery (A)          |
| 10    | (50) Stuart Carrington  | 430:430   | Connor Benzey (A)          |
| 11    | (43) Martin O’Donnell   | 3441:3441 | Ben Woollaston (30)        |
| 12    | (24) Liang Wenbo        | 3273:3273 | Gao Yang (92)              |
| 13    | (A) Brian Ochoiski      | 720:720   | Eden Sharav (65)           |
| 14    | (69) Jak Jones          | 4211:4211 | Ben Hancorn (110)          |
| 15    | (A) Ian Martin          | 1659:1659 | Robbie McGuigan (A)        |
| 16    | (A) Dean Young          | 3226:3226 | Riley Parsons (107)        |
| 17    | (A) Sean Harvey         | 1954:1954 | Jamie Clarke (79)          |
| 18    | (41) Ryan Day           | 078:078   | Matthew Selt (20)          |
| 19    | (61) Nigel Bond         | 3031:3031 | Soheil Vahedi (87)         |
| 20    | (105) Aaron Hill        | 691:691   | Andy Hicks (75)            |
| 21    | (57) Luo Honghao        | 6313:6313 | Alexander Ursenbacher (56) |
| 22    | (32) Luca Brecel        | 6510:6510 | Shaun Murphy (4)           |
| 23    | (109) Farakh Ajaib      | 5239:5239 | Hossein Vafaei (28)        |
| 24    | (115) Iulian Boiko      | 961:961   | Jordan Brown (81)          |
| 25    | (55) Chris Wakelin      | 2241:2241 | Oliver Brown (A)           |
| 26    | (11) Thepchaiya Un-Nooh | 2296:2296 | Brandon Sargeant (93)      |
| 27    | (A) Paul Davies         | 5837:5837 | Mark Williams (10)         |
| 28    | (54) David Grace        | 1034:1034 | Hayden Staniland (A)       |
| 29    | (13) Joe Perry          | 1843:1843 | Paul Davison (A)           |
| 30    | (38) Joe O’Connor       | 5127:5127 | Leo Fernandez (A)          |
| 31    | (42) Elliot Slessor     | 1462:1462 | Daniel Wells (58)          |
| 32    | (89) David Lilley       | 6443:6443 | Lü Haotian (34)            |

| Spiel | Spieler 1             | Ergebnis  | Spieler 2             |
| ----- | --------------------- | --------- | --------------------- |
| 33    | (26) Martin Gould     | 135:135   | Simon Blackwell (A)   |
| 34    | (44) Alan McManus     | 421:421   | Fan Zhengyi (114)     |
| 35    | (99) Oliver Lines     | 791:791   | Robbie Williams (72)  |
| 36    | (A) Daniel Womersley  | 401:401   | Louis Heathcote (62)  |
| 37    | (31) Ricky Walden     | 7233:7233 | Xiao Guodong (29)     |
| 38    | (52) Andrew Higginson | 860:860   | Mark Joyce (53)       |
| 39    | (A) Craig Steadman    | 151:151   | Tom Ford (23)         |
| 40    | (14) Gary Wilson      | 4515:4515 | Barry Hawkins (12)    |
| 41    | (A) Haydon Pinhey     | 2538:2538 | Mark Davis (39)       |
| 42    | (85) Duane Jones      | 1868:1868 | Sean Maddocks (113)   |
| 43    | (63) Jamie Jones      | 951:951   | Michael Holt (21)     |
| 44    | (15) Zhou Yuelong     | 3536:3536 | Ian Burns (60)        |
| 45    | (5) Mark Allen        | 0142:0142 | Jimmy Robertson (46)  |
| 46    | (8) David Gilbert     | 2427:2427 | Lei Peifan (95)       |
| 47    | (33) Matthew Stevens  | 5355:5355 | Fergal Quinn (A)      |
| 48    | (98) Fraser Patrick   | 6216:6216 | Gerard Greene (67)    |
| 49    | (96) Allan Taylor     | 151:151   | Jackson Page (64)     |
| 50    | (A) Hamim Hussain     | 79:79     | Peter Lines (90)      |
| 51    | (A) Michael White     | 1630:1630 | Mark King (37)        |
| 52    | (49) Sunny Akani      | 1835:1835 | Dominic Dale (59)     |
| 53    | (45) Sam Craigie      | 3843:3843 | Phil O’Kane (A)       |
| 54    | (A) Saqib Nasir       | 156:156   | James Cahill (78)     |
| 55    | (40) Anthony Hamilton | 820:820   | Robert Milkins (36)   |
| 56    | (91) Luke Pinches     | 4323:4323 | Dylan Emery (A)       |
| 57    | (A) Alex Clenshaw     | 3219:3219 | Noppon Saengkham (35) |
| 58    | (48) Tian Pengfei     | 2712:2712 | Mitchell Mann (73)    |
| 59    | (68) Adrian Rosa      | 411:411   | Jimmy White (80)      |
| 60    | (100) Rory McLeod     | 154:154   | Stuart Bingham (7)    |
| 61    | (A) Ben Mertens       | 1044:1044 | Zak Surety (102)      |
| 62    | (51) Liam Highfield   | 5257:5257 | Rod Lawler (83)       |
| 63    | (74) Jamie O’Neill    | 5214:5214 | Kuldesh Johal (A)     |
| 64    | (116) Jamie Wilson    | 891:891   | Lukas Kleckers (104)  |

| Spiel | Spieler 1             | Ergebnis  | Spieler 2             |
| ----- | --------------------- | --------- | --------------------- |
| 33    | (26) Martin Gould     | 135:135   | Simon Blackwell (A)   |
| 34    | (44) Alan McManus     | 421:421   | Fan Zhengyi (114)     |
| 35    | (99) Oliver Lines     | 791:791   | Robbie Williams (72)  |
| 36    | (A) Daniel Womersley  | 401:401   | Louis Heathcote (62)  |
| 37    | (31) Ricky Walden     | 7233:7233 | Xiao Guodong (29)     |
| 38    | (52) Andrew Higginson | 860:860   | Mark Joyce (53)       |
| 39    | (A) Craig Steadman    | 151:151   | Tom Ford (23)         |
| 40    | (14) Gary Wilson      | 4515:4515 | Barry Hawkins (12)    |
| 41    | (A) Haydon Pinhey     | 2538:2538 | Mark Davis (39)       |
| 42    | (85) Duane Jones      | 1868:1868 | Sean Maddocks (113)   |
| 43    | (63) Jamie Jones      | 951:951   | Michael Holt (21)     |
| 44    | (15) Zhou Yuelong     | 3536:3536 | Ian Burns (60)        |
| 45    | (5) Mark Allen        | 0142:0142 | Jimmy Robertson (46)  |
| 46    | (8) David Gilbert     | 2427:2427 | Lei Peifan (95)       |
| 47    | (33) Matthew Stevens  | 5355:5355 | Fergal Quinn (A)      |
| 48    | (98) Fraser Patrick   | 6216:6216 | Gerard Greene (67)    |
| 49    | (96) Allan Taylor     | 151:151   | Jackson Page (64)     |
| 50    | (A) Hamim Hussain     | 79:79     | Peter Lines (90)      |
| 51    | (A) Michael White     | 1630:1630 | Mark King (37)        |
| 52    | (49) Sunny Akani      | 1835:1835 | Dominic Dale (59)     |
| 53    | (45) Sam Craigie      | 3843:3843 | Phil O’Kane (A)       |
| 54    | (A) Saqib Nasir       | 156:156   | James Cahill (78)     |
| 55    | (40) Anthony Hamilton | 820:820   | Robert Milkins (36)   |
| 56    | (91) Luke Pinches     | 4323:4323 | Dylan Emery (A)       |
| 57    | (A) Alex Clenshaw     | 3219:3219 | Noppon Saengkham (35) |
| 58    | (48) Tian Pengfei     | 2712:2712 | Mitchell Mann (73)    |
| 59    | (68) Adrian Rosa      | 411:411   | Jimmy White (80)      |
| 60    | (100) Rory McLeod     | 154:154   | Stuart Bingham (7)    |
| 61    | (A) Ben Mertens       | 1044:1044 | Zak Surety (102)      |
| 62    | (51) Liam Highfield   | 5257:5257 | Rod Lawler (83)       |
| 63    | (74) Jamie O’Neill    | 5214:5214 | Kuldesh Johal (A)     |
| 64    | (116) Jamie Wilson    | 891:891   | Lukas Kleckers (104)  |

### 2. Runde
Die 2. Runde fand am Samstag, 6. Februar 2021 statt.
| Spiel | Spieler 1               | Ergebnis  | Spieler 2                  |
| ----- | ----------------------- | --------- | -------------------------- |
| 1     | (11) Thepchaiya Un-Nooh | 070:070   | John Higgins (3)           |
| 2     | (36) Robert Milkins     | 037:037   | Ben Mertens (A)            |
| 3     | (29) Xiao Guodong       | 622:622   | Robbie Williams (72)       |
| 4     | (35) Noppon Saengkham   | 1646:1646 | Nigel Bond (61)            |
| 5     | (80) Jimmy White        | 5512:5512 | Gerard Greene (67)         |
| 6     | (A) Leo Fernandez       | 3432:3432 | Declan Lavery (A)          |
| 7     | (43) Martin O’Donnell   | 620:620   | Simon Lichtenberg (94)     |
| 8     | (75) Andy Hicks         | 2711:2711 | Ian Martin (A)             |
| 9     | (28) Hossein Vafaei     | 4116:4116 | Mark Williams (10)         |
| 10    | (65) Eden Sharav        | 810:810   | Liang Wenbo (24)           |
| 11    | (85) Duane Jones        | 5028:5028 | Hamim Hussain (A)          |
| 12    | (53) Mark Joyce         | 4420:4420 | Alexander Ursenbacher (56) |
| 13    | (73) Mitchell Mann      | 1815:1815 | Ken Doherty (88)           |
| 14    | (62) Louis Heathcote    | 1727:1727 | Sean Harvey (A)            |
| 15    | (A) Michael White       | 3435:3435 | Rory McLeod (100)          |
| 16    | (33) Matthew Stevens    | 2152:2152 | Michael Holt (21)          |

| Spiel | Spieler 1               | Ergebnis  | Spieler 2                  |
| ----- | ----------------------- | --------- | -------------------------- |
| 1     | (11) Thepchaiya Un-Nooh | 070:070   | John Higgins (3)           |
| 2     | (36) Robert Milkins     | 037:037   | Ben Mertens (A)            |
| 3     | (29) Xiao Guodong       | 622:622   | Robbie Williams (72)       |
| 4     | (35) Noppon Saengkham   | 1646:1646 | Nigel Bond (61)            |
| 5     | (80) Jimmy White        | 5512:5512 | Gerard Greene (67)         |
| 6     | (A) Leo Fernandez       | 3432:3432 | Declan Lavery (A)          |
| 7     | (43) Martin O’Donnell   | 620:620   | Simon Lichtenberg (94)     |
| 8     | (75) Andy Hicks         | 2711:2711 | Ian Martin (A)             |
| 9     | (28) Hossein Vafaei     | 4116:4116 | Mark Williams (10)         |
| 10    | (65) Eden Sharav        | 810:810   | Liang Wenbo (24)           |
| 11    | (85) Duane Jones        | 5028:5028 | Hamim Hussain (A)          |
| 12    | (53) Mark Joyce         | 4420:4420 | Alexander Ursenbacher (56) |
| 13    | (73) Mitchell Mann      | 1815:1815 | Ken Doherty (88)           |
| 14    | (62) Louis Heathcote    | 1727:1727 | Sean Harvey (A)            |
| 15    | (A) Michael White       | 3435:3435 | Rory McLeod (100)          |
| 16    | (33) Matthew Stevens    | 2152:2152 | Michael Holt (21)          |

| Spiel | Spieler 1           | Ergebnis  | Spieler 2           |
| ----- | ------------------- | --------- | ------------------- |
| 17    | (5) Mark Allen      | 1582:1582 | Dylan Emery (A)     |
| 18    | (44) Alan McManus   | 5823:5823 | Martin Gould (26)   |
| 19    | (116) Jamie Wilson  | 5338:5338 | Craig Steadman (A)  |
| 20    | (55) Chris Wakelin  | 8534:8534 | Joe Perry (13)      |
| 21    | (8) David Gilbert   | 1125:1125 | Peter Devlin (101)  |
| 22    | (34) Lü Haotian     | 623:623   | Jordan Brown (81)   |
| 23    | (42) Elliot Slessor | 1122:1122 | Sam Craigie (45)    |
| 24    | (A) Saqib Nasir     | 3115:3115 | Ben Hancorn (110)   |
| 25    | (76) Barry Pinches  | 162:162   | Mark Selby (1)      |
| 26    | (41) Ryan Day       | 633:633   | Ashley Carty (86)   |
| 27    | (A) Haydon Pinhey   | 2465:2465 | Riley Parsons (107) |
| 28    | (54) David Grace    | 1546:1546 | Kuldesh Johal (A)   |
| 29    | (15) Zhou Yuelong   | 3155:3155 | Barry Hawkins (12)  |
| 30    | (49) Sunny Akani    | 4648:4648 | John J. Astley (A)  |
| 31    | (51) Liam Highfield | 2471:2471 | Connor Benzey (A)   |
| 32    | (4) Shaun Murphy    | 389:389   | Allan Taylor (96)   |

| Spiel | Spieler 1           | Ergebnis  | Spieler 2           |
| ----- | ------------------- | --------- | ------------------- |
| 17    | (5) Mark Allen      | 1582:1582 | Dylan Emery (A)     |
| 18    | (44) Alan McManus   | 5823:5823 | Martin Gould (26)   |
| 19    | (116) Jamie Wilson  | 5338:5338 | Craig Steadman (A)  |
| 20    | (55) Chris Wakelin  | 8534:8534 | Joe Perry (13)      |
| 21    | (8) David Gilbert   | 1125:1125 | Peter Devlin (101)  |
| 22    | (34) Lü Haotian     | 623:623   | Jordan Brown (81)   |
| 23    | (42) Elliot Slessor | 1122:1122 | Sam Craigie (45)    |
| 24    | (A) Saqib Nasir     | 3115:3115 | Ben Hancorn (110)   |
| 25    | (76) Barry Pinches  | 162:162   | Mark Selby (1)      |
| 26    | (41) Ryan Day       | 633:633   | Ashley Carty (86)   |
| 27    | (A) Haydon Pinhey   | 2465:2465 | Riley Parsons (107) |
| 28    | (54) David Grace    | 1546:1546 | Kuldesh Johal (A)   |
| 29    | (15) Zhou Yuelong   | 3155:3155 | Barry Hawkins (12)  |
| 30    | (49) Sunny Akani    | 4648:4648 | John J. Astley (A)  |
| 31    | (51) Liam Highfield | 2471:2471 | Connor Benzey (A)   |
| 32    | (4) Shaun Murphy    | 389:389   | Allan Taylor (96)   |

### 3. Runde
Die 3. Runde war die Nachmittagssession am Sonntag, 7. Februar 2021.
| Spiel | Spieler 1             | Ergebnis  | Spieler 2               |
| ----- | --------------------- | --------- | ----------------------- |
| 1     | (33) Matthew Stevens  | 7410:7410 | Robert Milkins (36)     |
| 2     | (35) Noppon Saengkham | 2737:2737 | Ken Doherty (88)        |
| 3     | (A) Michael White     | 829:829   | Louis Heathcote (62)    |
| 4     | (A) Haydon Pinhey     | 3733:3733 | Lü Haotian (34)         |
| 5     | (A) Hamim Hussain     | 960:960   | Thepchaiya Un-Nooh (11) |
| 6     | (13) Joe Perry        | 4316:4316 | Gerard Greene (67)      |
| 7     | (A) Ian Martin        | 1518:1518 | Sunny Akani (49)        |
| 8     | (41) Ryan Day         | 075:075   | Ben Hancorn (110)       |

| Spiel | Spieler 1             | Ergebnis  | Spieler 2               |
| ----- | --------------------- | --------- | ----------------------- |
| 1     | (33) Matthew Stevens  | 7410:7410 | Robert Milkins (36)     |
| 2     | (35) Noppon Saengkham | 2737:2737 | Ken Doherty (88)        |
| 3     | (A) Michael White     | 829:829   | Louis Heathcote (62)    |
| 4     | (A) Haydon Pinhey     | 3733:3733 | Lü Haotian (34)         |
| 5     | (A) Hamim Hussain     | 960:960   | Thepchaiya Un-Nooh (11) |
| 6     | (13) Joe Perry        | 4316:4316 | Gerard Greene (67)      |
| 7     | (A) Ian Martin        | 1518:1518 | Sunny Akani (49)        |
| 8     | (41) Ryan Day         | 075:075   | Ben Hancorn (110)       |

| Spiel | Spieler 1             | Ergebnis  | Spieler 2                  |
| ----- | --------------------- | --------- | -------------------------- |
| 9     | (29) Xiao Guodong     | 2928:2928 | Mark Williams (10)         |
| 10    | (A) Declan Lavery     | 2648:2648 | Elliot Slessor (42)        |
| 11    | (43) Martin O’Donnell | 1128:1128 | Alexander Ursenbacher (56) |
| 12    | (15) Zhou Yuelong     | 1266:1266 | Martin Gould (26)          |
| 13    | (24) Liang Wenbo      | 1077:1077 | David Gilbert (8)          |
| 14    | (96) Allan Taylor     | 4615:4615 | Craig Steadman (A)         |
| 15    | (51) Liam Highfield   | 5817:5817 | Mark Selby (1)             |
| 16    | (54) David Grace      | 3723:3723 | Mark Allen (5)             |

| Spiel | Spieler 1             | Ergebnis  | Spieler 2                  |
| ----- | --------------------- | --------- | -------------------------- |
| 9     | (29) Xiao Guodong     | 2928:2928 | Mark Williams (10)         |
| 10    | (A) Declan Lavery     | 2648:2648 | Elliot Slessor (42)        |
| 11    | (43) Martin O’Donnell | 1128:1128 | Alexander Ursenbacher (56) |
| 12    | (15) Zhou Yuelong     | 1266:1266 | Martin Gould (26)          |
| 13    | (24) Liang Wenbo      | 1077:1077 | David Gilbert (8)          |
| 14    | (96) Allan Taylor     | 4615:4615 | Craig Steadman (A)         |
| 15    | (51) Liam Highfield   | 5817:5817 | Mark Selby (1)             |
| 16    | (54) David Grace      | 3723:3723 | Mark Allen (5)             |

### Achtelfinale
Der Sonntagabend begann um 20.00 Uhr mit der Runde der letzten 16. Daran schlossen sich die restlichen Runden bis zum Finale an.
| Spiel | Spieler 1             | Ergebnis  | Spieler 2               |
| ----- | --------------------- | --------- | ----------------------- |
| 1     | (10) Mark Williams    | 1135:1135 | Thepchaiya Un-Nooh (11) |
| 2     | (1) Mark Selby        | 955:955   | Declan Lavery (A)       |
| 3     | (43) Martin O’Donnell | 1226:1226 | Ian Martin (A)          |
| 4     | (35) Noppon Saengkham | 728:728   | Craig Steadman (A)      |

| Spiel | Spieler 1             | Ergebnis  | Spieler 2               |
| ----- | --------------------- | --------- | ----------------------- |
| 1     | (10) Mark Williams    | 1135:1135 | Thepchaiya Un-Nooh (11) |
| 2     | (1) Mark Selby        | 955:955   | Declan Lavery (A)       |
| 3     | (43) Martin O’Donnell | 1226:1226 | Ian Martin (A)          |
| 4     | (35) Noppon Saengkham | 728:728   | Craig Steadman (A)      |

| Spiel | Spieler 1           | Ergebnis  | Spieler 2            |
| ----- | ------------------- | --------- | -------------------- |
| 5     | (36) Robert Milkins | 1676:1676 | Lü Haotian (34)      |
| 6     | (67) Gerard Greene  | 652:652   | Louis Heathcote (62) |
| 7     | (15) Zhou Yuelong   | 4037:4037 | Ryan Day (41)        |
| 8     | (5) Mark Allen      | 851:851   | David Gilbert (8)    |

| Spiel | Spieler 1           | Ergebnis  | Spieler 2            |
| ----- | ------------------- | --------- | -------------------- |
| 5     | (36) Robert Milkins | 1676:1676 | Lü Haotian (34)      |
| 6     | (67) Gerard Greene  | 652:652   | Louis Heathcote (62) |
| 7     | (15) Zhou Yuelong   | 4037:4037 | Ryan Day (41)        |
| 8     | (5) Mark Allen      | 851:851   | David Gilbert (8)    |

### Viertelfinale
| Spiel | Spieler 1           | Ergebnis  | Spieler 2         |
| ----- | ------------------- | --------- | ----------------- |
| 1     | (41) Ryan Day       | 649:649   | David Gilbert (8) |
| 2     | (36) Robert Milkins | 2721:2721 | Mark Selby (1)    |

| Spiel | Spieler 1           | Ergebnis  | Spieler 2         |
| ----- | ------------------- | --------- | ----------------- |
| 1     | (41) Ryan Day       | 649:649   | David Gilbert (8) |
| 2     | (36) Robert Milkins | 2721:2721 | Mark Selby (1)    |

| Spiel | Spieler 1             | Ergebnis  | Spieler 2          |
| ----- | --------------------- | --------- | ------------------ |
| 3     | (62) Louis Heathcote  | 4737:4737 | Craig Steadman (A) |
| 4     | (43) Martin O’Donnell | 8613:8613 | Mark Williams (10) |

| Spiel | Spieler 1             | Ergebnis  | Spieler 2          |
| ----- | --------------------- | --------- | ------------------ |
| 3     | (62) Louis Heathcote  | 4737:4737 | Craig Steadman (A) |
| 4     | (43) Martin O’Donnell | 8613:8613 | Mark Williams (10) |

### Halbfinale
| Spiel | Spieler 1          | Ergebnis  | Spieler 2     |
| ----- | ------------------ | --------- | ------------- |
| 1     | (10) Mark Williams | 3118:3118 | Ryan Day (41) |

| Spiel | Spieler 1          | Ergebnis  | Spieler 2     |
| ----- | ------------------ | --------- | ------------- |
| 1     | (10) Mark Williams | 3118:3118 | Ryan Day (41) |

| Spiel | Spieler 1      | Ergebnis  | Spieler 2          |
| ----- | -------------- | --------- | ------------------ |
| 2     | (1) Mark Selby | 1543:1543 | Craig Steadman (A) |

| Spiel | Spieler 1      | Ergebnis  | Spieler 2          |
| ----- | -------------- | --------- | ------------------ |
| 2     | (1) Mark Selby | 1543:1543 | Craig Steadman (A) |

### Finale
Geleitet wurde das Finale vom Engländer Andy Yates.
| Spiel | Spieler 1     | Ergebnis  | Spieler 2      |
| ----- | ------------- | --------- | -------------- |
| 1     | (41) Ryan Day | 2467:2467 | Mark Selby (1) |

## Century-Breaks
Das einzige Century während des Turniers erzielte Mark Allen in seiner Erstrundenbegegnung mit Jimmy Robertson; es war das bislang höchste je bei den Shoot-Outs gespielte Break.
- Mark Allen: 142